# ناحیه تیلابری
ناحیه تیلابری (به لاتین: Tillabéri Region) یک منطقهٔ مسکونی در نیجر است که در نیجر واقع شده است. ناحیه تیلابری ۸۹٬۶۲۳ کیلومتر مربع مساحت و ۲٬۷۲۲٬۴۸۲ نفر جمعیت دارد.